# Varuprov

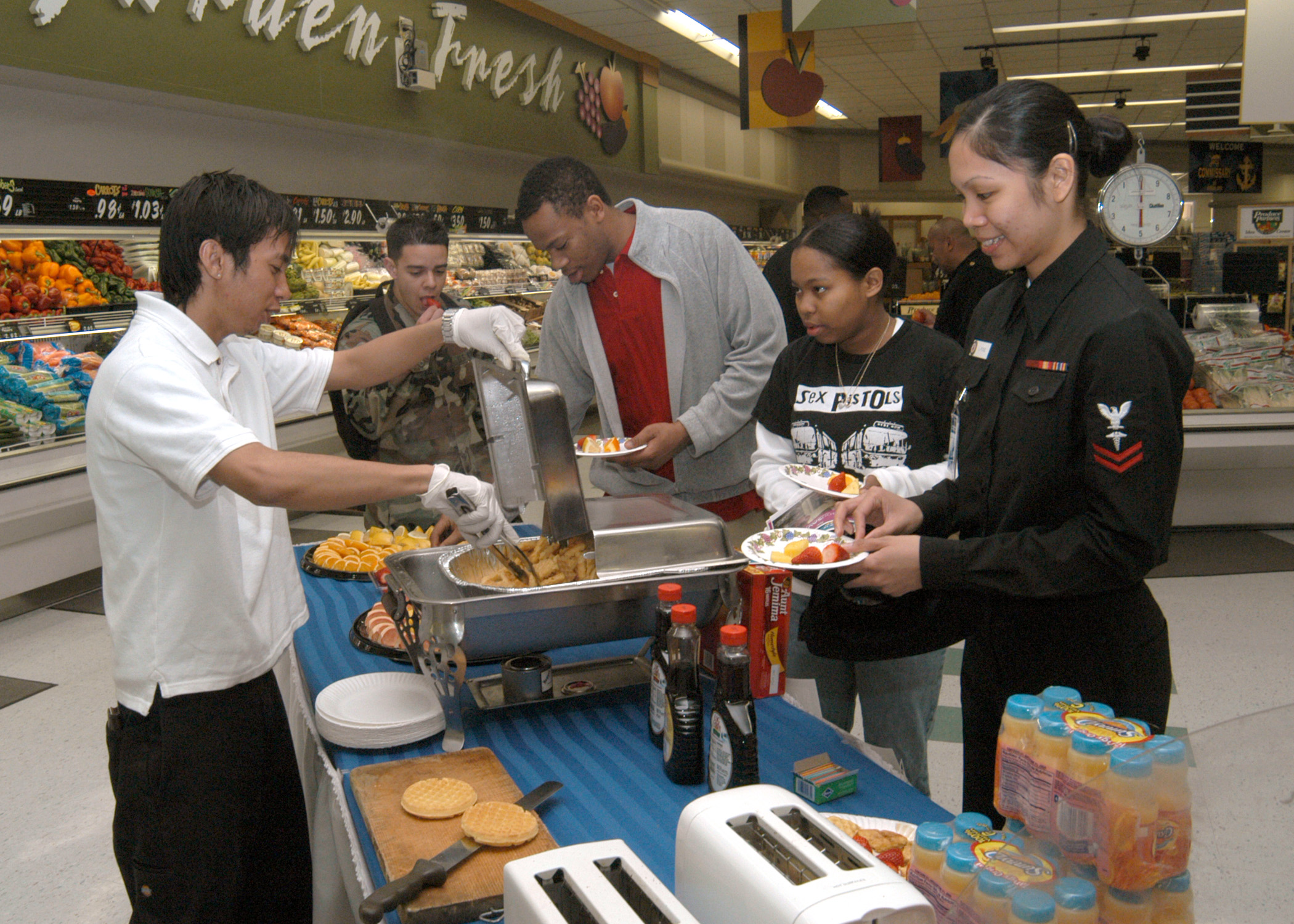
Smakprov i en japansk livsmedelsbutik.

Varuprov, gratisprov, demonstrationsexemplar (demoex) eller sampling används vid marknadsföring och består av en produkt som visar exempel på hur en befintlig eller kommande produkt kan se ut eller upplevas. Många gånger får man ta hem alternativt förtära dessa provexemplar gratis eller nästan gratis för att kunna bestämma sig inför ett eventuellt köp. De delas antingen ut personligen (från hand till hand) eller opersonligen från låda eller annan dispenser.
Dessa kan också finnas stationärt i till exempel en butik, ofta kallat skyltexemplar. Det är en uppackad vara som i första hand är till för att visas upp i till exempel ett skyltfönster eller en glasmonter för att ge kunderna möjlighet att se och eventuellt testa varan på plats. När exempelvis hela varupartier ska bytas ut kan skyltexemplaret säljas, i befintligt skick och under särskilda villkor, till nedsatt pris.
På senare tid har det även blivit populärt med webbplatser på Internet vars affärsidé delvis består av att dela ut gratisprodukter till konsumenter. Ibland behöver konsumenten göra någon motprestation för att ta del av varuproven. Utöver webbplatserna så har användandet av smartphones även producerats applikationer möjliggjort att konsumenter kan ta del av varuprover som delas ut i deras närhet (geotaggning används).